# Huang Bowen
Huang Bowen (黃博文T, 黄博文S, Huáng BówénP; Changsha, 13 luglio 1987) è un ex calciatore cinese, di ruolo centrocampista.

## Carriera

### Nazionale
Ha partecipato alla Coppa d'Asia del 2011.

## Palmarès

### Club

#### Competizioni nazionali
- Campionato cinese: 8

Beijing Guoan: 2009
Guangzhou Evergrande: 2012, 2013, 2014, 2015, 2016, 2017, 2019
- K League: 1

Jeonbuk Hyundai: 2011
- Coppa della Cina: 2

Guangzhou Evergrande: 2012, 2016
- Supercoppa di Cina: 4

Guangzhou Evergrande: 2012, 2016, 2017, 2018

#### Competizioni internazionali
- AFC Champions League: 2

Guangzhou Evergrande: 2013, 2015

### Nazionale
- Coppa dell'Asia orientale: 1

2010